# Buffalo Bills 2007
La stagione 2007 dei Buffalo Bills è stata la 38ª della franchigia nella National Football League, la 48ª incluse quelle nell'American Football League. Nella seconda stagione sotto la direzione del capo-allenatore Dick Jauron la squadra ebbe un record di 7 vittorie e 9 sconfitte, piazzandosi seconda nella AFC East e mancando i playoff per l'ottavo anno consecutivo, un nuovo record negativo per la franchigia.

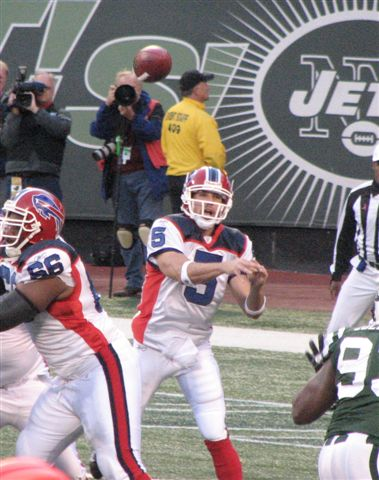
Il quarterback di Buffalo Trent Edwards nella gara della settimana 8 contro i New York Jets

## Roster
| Roster dei Buffalo Bills nel 2007 |
| --- |
| Quarterback - 5 Trent Edwards - 10 Gibran Hamdan - 7 J.P. Losman Running Back - 22 Fred Jackson - 23 Marshawn Lynch - 28 Anthony Thomas - 31 Dwayne Wright Wide Receiver - 89 Sam Aiken - 83 Lee Evans - 17 Justin Jenkins - 11 Roscoe Parrish PR - 82 Josh Reed Tight End - 86 Michael Gaines - 88 Ryan Neufeld FB - 84 Robert Royal Offensive Linemen - 60 Brad Butler G - 73 Kirk Chambers T - 66 Derrick Dockery G - 67 Melvin Fowler C - 63 Christian Gaddis G - 71 Jason Peters T - 75 Duke Preston C - 68 Langston Walker T - 65 Jason Whittle G Defensive Linemen - 96 Copeland Bryan DE - 93 Anthony Hargrove DE - 99 Jason Jefferson DT - 90 Chris Kelsay DE - 97 John McCargo DT - 94 Aaron Schobel DE - 98 Larry Tripplett DT - 95 Kyle Williams DT Linebacker - 57 Jon Corto OLB - 54 Blake Costanzo OLB - 55 Angelo Crowell OLB - 52 John DiGiorgio MLB - 56 Keith Ellison OLB - 53 Mario Haggan OLB - 57 Josh Stamer OLB Defensive Back - 35 Dustin Fox CB - 33 Jabari Greer CB - 42 Jim Leonhard SS - 24 Terrence McGee CB - 43 Bryan Scott FS - 25 Kiwaukee Thomas CB - 29 John Wendling SS - 20 Donte Whitner FS - 37 George Wilson SS - 26 Ashton Youboty CB Special Team - 9 Rian Lindell K - 8 Brian Moorman P - 72 Ryan Neill LS Lista delle riserve - 38 Jerametrius Butler CB (IR) - 92 Ryan Denney DE (IR) - 85 Kevin Everett TE (IR) - 51 Paul Posluszny MLB (IR) - 81 Peerless Price WR (IR) - 30 Ko Simpson FS (IR) - 21 Jason Webster CB (IR) - 27 Coy Wire SS (IR) Squadra di allenamento - 10 Kevin Eakin QB - 45 Jonathan Evans FB - 15 Felton Huggins WR - 41 E.J. Underwood S |
| Legenda - I rookie sono in corsivo. - Il primo ruolo è il principale mentre gli eventuali successivi indicano i ruoli secondari. - (IR) sta per Injured Reserve ed indica la lista ristretta per un solo giocatore infortunato che può tornare ad allenarsi dopo la settimana 6 e a rientrare in prima squadra dopo che questa ha giocato 8 partite. - (NF-Inj.) / (NF-Ill.) stanno rispettivamente per Non-Football Injured e Non-Football Illness ed indicano le liste dove viene inserito un giocatore che ha un infortunio o una malattia non dipendente dal football americano. - (PUP) sta per Physically Unable to Perform ed indica la lista dove viene inserito un giocatore mentre è in attesa di recuperare la condizione fisica. Nella stagione regolare dopo la sesta partita giocata dalla propria squadra, il giocatore ha tempo tre settimane per riprendere ad allenarsi, più tre settimane aggiuntive dal suo rientro agli allenamenti per rientrare in prima squadra. |

Fonte:

## Calendario
| Stagione regolare |           |              |                         |           |        |                                |      |
| Turno             | Ora       | Daa          | Avversario              | Risultato | Record | Stadio                         | TV   |
| 1                 | 1:00 p.m. | 9 settembre  | Denver Broncos          | S 14–15   | 0–1    | Ralph Wilson Stadium           | CBS  |
| 2                 | 1:00 p.m. | 16 settembre | at Pittsburgh Steelers  | S 3–26    | 0–2    | Heinz Field                    | CBS  |
| 3                 | 1:00 p.m. | 23 settembre | at New England Patriots | S 7–38    | 0–3    | Gillette Stadium               | CBS  |
| 4                 | 1:00 p.m. | 30 settembre | New York Jets           | V 17–14   | 1–3    | Ralph Wilson Stadium           | CBS  |
| 5                 | 8:30 p.m. | 8 ottobre    | Dallas Cowboys          | S 24–25   | 1–4    | Ralph Wilson Stadium           | ESPN |
| 6                 |           |              | Settimana di pausa      |           |        |                                |      |
| 7                 | 1:00 p.m. | 21 ottobre   | Baltimore Ravens        | V 19–14   | 2–4    | Ralph Wilson Stadium           | CBS  |
| 8                 | 1:00 p.m. | 28 ottobre   | at New York Jets        | V 13–3    | 3–4    | Giants Stadium                 | CBS  |
| 9                 | 1:00 p.m. | 4 novembre   | Cincinnati Bengals      | V 33–21   | 4–4    | Ralph Wilson Stadium           | CBS  |
| 10                | 1:00 p.m. | 11 novembre  | at Miami Dolphins       | V 13–10   | 5–4    | Dolphin Stadium                | CBS  |
| 11                | 8:15 p.m. | 18 novembre  | New England Patriots    | S 10–56   | 5–5    | Ralph Wilson Stadium           | NBC  |
| 12                | 1:00 p.m. | 25 novembre  | at Jacksonville Jaguars | S 14–36   | 5–6    | Jacksonville Municipal Stadium | CBS  |
| 13                | 1:00 p.m. | 2 dicembre   | at Washington Redskins  | V 17–16   | 6–6    | FedExField                     | CBS  |
| 14                | 1:00 p.m. | 9 dicembre   | Miami Dolphins          | V 38–17   | 7–6    | Ralph Wilson Stadium           | CBS  |
| 15                | 1:00 p.m. | 16 dicembre  | at Cleveland Browns     | S 0–8     | 7–7    | Cleveland Browns Stadium       | CBS  |
| 16                | 1:00 p.m. | 23 dicembre  | New York Giants         | S 21–38   | 7–8    | Ralph Wilson Stadium           | Fox  |
| 17                | 1:00 p.m. | 30 dicembre  | at Philadelphia Eagles  | S 9–17    | 7–9    | Lincoln Financial Field        | CBS  |

## Classifiche
| AFC East                 |    |    |   |       |     |      |     |     |     |
|                          | V  | S  | P | %     | DIV | CONF | PF  | PS  | STR |
| (1) New England Patriots | 16 | 0  | 0 | 1.000 | 6–0 | 12–0 | 589 | 274 | V16 |
| Buffalo Bills            | 7  | 9  | 0 | .438  | 4–2 | 6–6  | 252 | 354 | S3  |
| New York Jets            | 4  | 12 | 0 | .250  | 2–4 | 4–8  | 268 | 355 | V1  |
| Miami Dolphins           | 1  | 15 | 0 | .063  | 0–6 | 1–11 | 267 | 437 | S2  |